# كانون ياوندي
تأسس نادى كانون ياوندى (بالفرنسية: Canon Sportif de Yaoundé)‏ عام 1930 وهو أكبر واعرق الأندية الكاميرونية، وأكثرها إحرازاً للبطولات الأفريقية وقد ظهر نادى كانون ياوندى على الساحة الأفريقية في السبعينات وفاز بدورى ابطال أفريقيا أعوام (1971 - 1978 - 1980) بالإضافة إلى بطولة الأندية الأفريقية ابطال الكأس عام 1979. وقد التقى نادى كانون ياوندى مع النادى الأهلى المصري في نهائى بطولة أفريقيا للأندية ابطال الكأس عام 1984 واستطاع كلا الفريقين الفوز بملعبة بهدف نظيف ولكن الأهلى حسم البطولة لصالحة بركلات الترجيح. وعاد الأهلى من العاصمة الكاميرونية ياوندي بكأس البطولة.ولكن غاب كانون ياوندي (مدفع ياوندي) بعد ذلك عن منصات التتويج وكانت ابرز واقرب انجازاته هو وصولة إلى نهائى بطولة أفريقيا للأندية أبطال الكأس عام 2000 امام الزمالك المصري ولكنه خسر أيضاً بمجموع اللقائين 4/3.